# Lutherkirche (Königsberg)

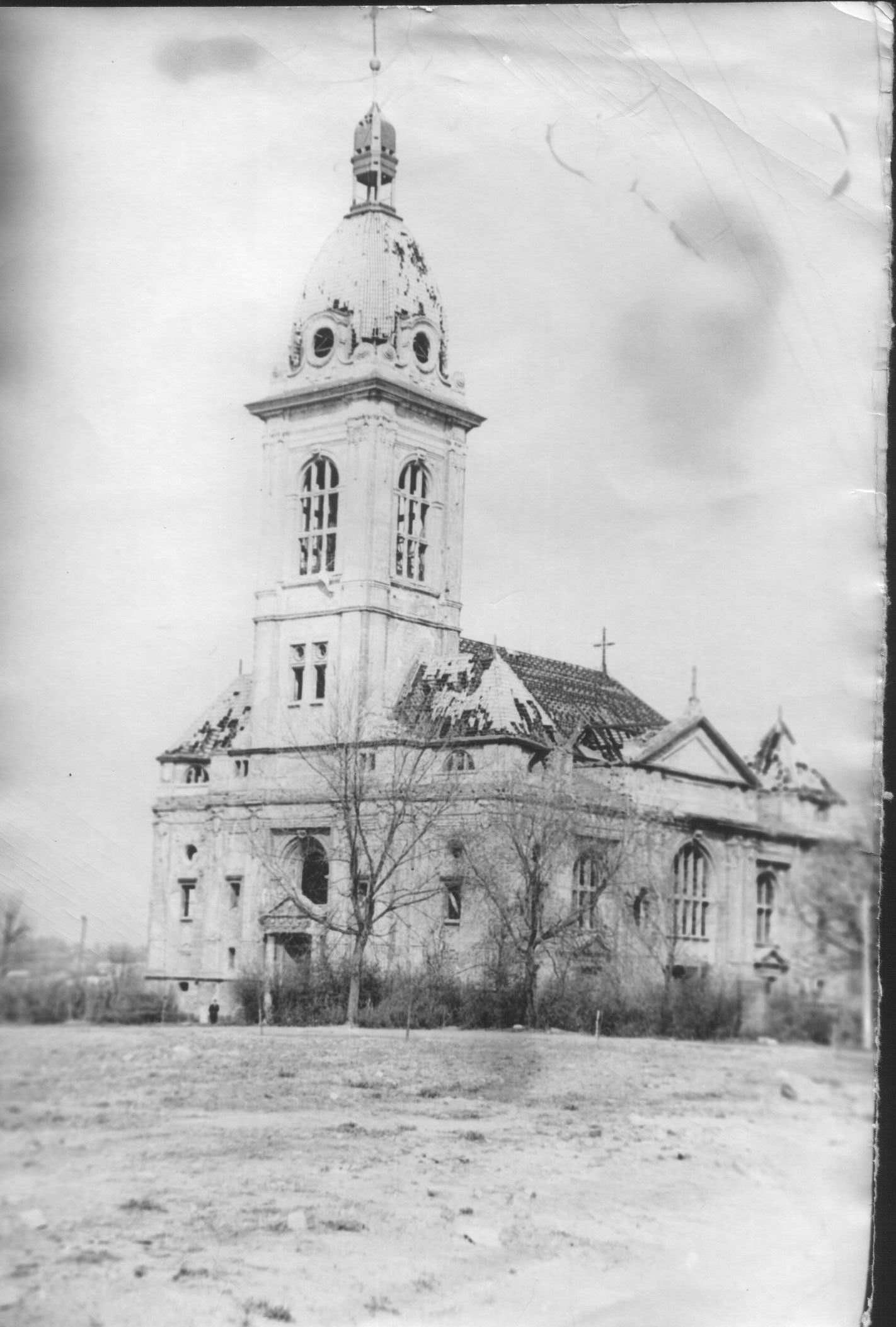
Lutherkirche 1960 oder später

Die Lutherkirche in Königsberg war eine Kirche auf dem Viehmarkt in Ostpreußens Provinzialhauptstadt.

## Bau
Nach Plänen des Architekten Friedrich Heitmann 1910 errichtet, war die Lutherkirche eine eklektische Verbindung von Neorenaissance und Barock. Im Grundriss war sie ein Saalbau mit vier Treppenhäusern. Der Hauptturm war in den Komplex eingebaut, nicht an das Gebäude angebaut. Die Treppenaufgänge waren von außen durch niedrige Turmhelme gekennzeichnet, während der Hauptturm im unteren Geschoss eine große Eingangshalle bildete und nach oben eine offene Glockenstube hatte. Die Turmspitze war kuppelähnlich gestaltet und trug eine kupferne Laterne. Der Innenraum war ein rechteckiger Saal mit zwei seitlichen Anbauten. Ringsum verlief eine Empore. Das ganze war von einer flachen Kassettendecke überdacht. Die Kirche war ausgestattet mit einer Orgel, die Carl Novak 1910 aufstellte und die drei Manuale und 36 Register besaß.
Durch die Luftangriffe auf Königsberg und die Schlacht um Königsberg nur geringfügig beschädigt, wurde die Kirche nicht instand gesetzt und 1976 abgerissen. Sie war der letzte Sakralbau aus deutscher Zeit, der in Kaliningrad gegen den Wunsch der Bevölkerung und unter Protest der Denkmalpfleger beseitigt wurde. Wahrscheinlich wurde ein Kino nach ihrem Vorbild und mit ihrem Material gebaut. In Kaliningrad erinnert nichts mehr an die einstige Lutherkirche.